# Хэйан сёги
Хэйан сёги (яп. 平安将棋, шахматы эпохи Хэйан) — вариант сёги (японских шахмат) на доске 8 × 8 или 9 × 8 клеток.

## История
Считаются предшественником современных сёги, самое раннее сохранившееся японское описание правил датируется началом XII века. К сожалению, это описание не даёт достаточно информации, чтобы на самом деле играть в игру, но это не остановило людей от попыток реконструировать эту раннюю форму сёги. Ходы фигур были как в современных сёги, но не было ни ладьи, ни слона. Сёгибан предположительно был 9 × 8 или 8 × 8 клеток. Расстановка неизвестна, но можно разумно предположить, что она была такой же, как и в современных сёги (без ладьи и слона, а также без золотого генерала в случае 8 × 8), хотя возможно, что пешки начинали со второй горизонтали, а не с третьей. Можно смело предположить, что игра проходила без сбрасывания фигур.